# ウィザーズクライマー
『ウィザーズクライマー』 (Wizard's Climber) は、2008年5月30日にソフトハウスキャラより発売された18禁育成シミュレーションゲームである。

## 概要
ソフトハウスキャラの13作品目で魔法使い育成シミュレーションゲーム。全部で六種類のモードがあり、初期状態はノーマルモードだけだが条件を満たすことによってモードが開放されていく。また、クリア時のステータス（スキルを習得するためのポイント）を一定の割合で引き継いでプレイすることが可能で、装備やスキルなどをコンプリートしたり、難関ダンジョンを攻略するには、何度も周回を重ねることが必要である。ソフトハウスキャラお得意のやり込み要素の強い作りになっている。

## ストーリー
舞台は中世ファンタジー。魔法使いの主人公は家督を継げない少女セリスに出会う。魔力を過剰に溜め込んでしまう体質で吐き出すために女を必要とする主人公は、代価として身体を捧げることを条件にセリスを弟子入りさせ、魔力を与え、魔法の知識と技術を叩き込んでいく。互いの利害のため、一流の魔法使いになる事を目指す。

## 登場人物
ラズロック・アルトホーン
本作の主人公。魔法使い協会に所属する魔法使い。男性としては異例の「魔法使いの花嫁」という特殊技能を持ち、このことは魔法使い協会のトップシークレットとなっている。現協会長であるルーンの6人の直弟子、通称「グレイトシックス」の筆頭に数えられ、クインズベル王国でも屈指の魔法使いと評されている。しかし普段はまったくそのようなそぶりを見せず、上記のように特殊技能も秘匿されているため、ヴィオラなどと比べて知名度は極めて低い。
セリスティーネ・ロココ（声優：大波こなみ）
愛称はセリス。アルカンス王国出身で魔法使いの名門ロココ家の一人娘であったが、魔力を持たないため跡取りになれず、父の死後に実家を追い出される。後に父の死が現当主による暗殺であることを知り、ロココ家を取り戻すべく魔法使いを志す。無理を言って魔法学園に入るなど努力を重ねるが、最低条件である魔力を得る手段がなく路頭に迷っていたところをラズロックに出会い、その弟子となって魔力を得る。実家を追い出されてからは釣りで食を繋いでいた。苦手な食べ物はニンジン。魔法適性は元々魔力を持たなかったことが幸いしオールマイティとなっている。ロリ巨乳。
イエル・ブルータクト（声優：羽高なる）
魔法使い見習いで、セリスとはライバルにして友人。宮廷魔法使いを目指してルーン魔法学園で学んでいたが、かつての同級生であるセリスがラズロックの弟子となり魔力を得たことを知って、これに触発されヴィオラに弟子入りする。実家は国内でも指折りの豪商である。苦手な食べ物は茹でたブロッコリー。貧乳。
ヴィオラ・エントラ（声優：海原エレナ）
ラズロックの妹弟子でクインズベル王国の筆頭宮廷魔法使い。宮廷魔法使い就任初日に自分を馬鹿にした同僚をその場で殺害するなど、物騒なエピソードに事欠かない。何かとラズロックの言動に影響されやすいが素直になれないツンデレ。ラズロックに触発されてイエルを弟子に取り、熱心に教えている。巨乳。
ソシエット（声優：茶谷やすら）
メイドの格好をしているがメイドではなく、魔法使い協会の保守部門に所属する魔法使い。魔力により肉体を強化した格闘を得意とし、セリスの戦闘訓練を担当している。料理はさほど得意ではなく、その理由はカモフラージュであり様式美であるとの事。苦手な食べ物はニンジン。無乳。
ルーン・ヴィレアトロ（声優：さくらはづき）
魔法使い協会の協会長。ラズロックやヴィオラの師匠でもある。
イングウェイ
魔法大会でのライバル。太ったエルフ風の男で弓を使う。太っている自覚はあり、むしろその方が好み。自称美形を売りにしているが、やせれば本当に美形キャラとなる。決めゼリフは「イエス! イングウェイ!」。
ヘンドリク・ホード
魔法大会でのライバル。剣士風で二枚目の男性。かつてラズロックが魔法学園で教鞭を執っていた頃の生徒でもある。美形キャラがかぶることを理由に、なにかとイングウェイに絡まれ騒動に巻き込まれる。酒に非常に強い体質で、大酒飲みコンテストでは大会終了後ですら酔っている雰囲気を感じさせなかった。
リノ
魔法大会でのライバル。やや意地っ張りな性格。小柄で童顔で体毛も薄いことから誤解されやすいが、れっきとした成人男性であり妻帯者でもある。ちなみに、妻は美人でスタイルもよく気立てもよいと近所でも評判であるが、実はショタコン趣味の腐女子であることを隠している。
プシェル・フォックスブブ
魔法大会でのライバル。オネエ系で、若くかわいい男の子にしか興味がない。特に女性は大嫌いで実力を認めた相手以外とは話すのも嫌う。魔法学園で講師をしているが、それだけでは食べていけないので要人警護などのアルバイトもしている。ただし、趣味を兼ねているため、傍目には誤解されることもある。
レッキーノ
魔法大会でのライバル。黒いフードをかぶった無口な男。ソシエットと同様に格闘技系を得意とする。
ジャッジマン（声優：一条光）
大会や野良試合で審判を務める正体不明の男。いちおう魔法使いらしい（公式ページより）が、本編では魔法を使用する姿は見られない。葵屋温泉でも働いている。

## 用語
魔法使い協会
魔法使いの保護や育成、また反道義的な研究を行なった者の処断などを行う組織。
魔法使いの花嫁
魔力を過剰に集める体質を持った人、もしくはその体質を指す言葉。『花嫁』と呼ばれるように通常は女性にしか発現しない。体内に蓄積することの出来る魔力量は限界があり、それを超えると身体に負荷がかかり、最悪の場合は死に至る。それを避けるため定期的に男性（ラズロックの場合は女性）と交わる事で相手に魔力を与える必要がある。元々が稀な体質ではあるが、主人公はその中でもさらに特異な男性体である。男性の魔法使いの花嫁は公式には存在しないことになっている。
クインズベル王国
魔法使い協会の本部があり、本作の舞台である国。
ロココ家
クインズベル王国の北側に国境を接するアルカンス王国の名門魔法使いの一族。
ルーン魔法学園
魔法使い協会が運営している教育施設。
グレイトシックス
魔法使い協会の長ルーンの直弟子である6人の魔法使いを指す。グレイトシックス筆頭「ラズロック・アルトホーン」、クインズベル王国筆頭宮廷魔法使い「ヴィオラ・エントラ」、魔法使い協会研究部の元部長（現在は結婚して主婦）「ヘンリエッタ・ベベルズ」、ヘンリエッタの妹でベルーダ王国宮廷魔法使い「エルザ・ベベルズ」、魔法使い協会ガルンズ大陸北部方面支部長「メイツェル・ラグ」、リカオン王国宮廷魔法使い「キーマ・ルスト」の6人。

## スタッフ
- 企画・シナリオ：内藤騎之介
- 原画：佐々木珠流
- 作中作：明音、皇征介
- BGM：Angel Note

### 楽曲
主題歌「WizWiz経験中！」
作詞・作曲：畑亜貴 / 歌：大野まりな、静木亜美、ハラユカ。